# Match de futsal Brésil - Timor oriental
Le 13 octobre 2006, l'équipe du Brésil de futsal et l'équipe du Timor oriental de futsal s'affrontent dans un tournoi de futsal, dans le cadre des Jeux de la Lusophonie 2006. Le Brésil écrase le Timor oriental 76–0, établissant un record mondial de la plus large victoire dans un match international de futsal. Un des joueurs brésiliens, Valdin, inscrit 20 buts, ce qui est un autre record. Il s'agit de la plus large victoire du Brésil depuis qu'il avait battu l'Uruguay 38-3 durant les Jeux panaméricains 1991. Le Timor oriental avait déjà perdu largement 56-0 contre le Portugal, ce qui était le précédent record. Ce match fut joué à Macao, qui organisa les Jeux de la Lusophonie 2006.

## Contexte
Le Brésil est le favori pour remporter les Jeux de la Lusophonie, alors que dans le même temps, il s'agit des premiers jeux pour le Timor oriental, indépendant depuis 2002. Le Brésil a toujours été l'une des meilleures équipes de futsal du monde.
- 9 octobre : Pour le premier jour du tournoi, l'Angola bat Macao 2–0[4], victoire occultée par celle du Portugal 56-0 sur le Timor oriental. Le joueur portugais Israel inscrit 11 buts et son coéquipier Andre Lima 10[5]. Cela fait un peu moins d'un but par minute. Ce record mondial ne tint que quatre jours. Le Brésil fut exempt cette journée-là.
- 10 octobre : Pour son premier match, le Brésil bat l'Angola 7–0[6]. Le Timor oriental perd contre le pays hôte, Macao, 13–4[7].
- 11 octobre : Le Brésil écrase Macao 27–0[8]. Le Portugal bat de justesse l'Angola, 4–1[9].
- 12 octobre : Le 12 octobre est un jour de repos.
- 13 octobre : Avant le 76-0, le Portugal écrase Macao, 22–0[10].

## Composition des équipes
Voici la feuille de match, montrant les joueurs qui furent présents dans ce match. Tous les joueurs brésiliens inscrivirent au moins un but à l'exception de deux joueurs, remplaçants inclus. Le Brésil posséda un avantage avec sept remplaçants contre deux pour le Timor oriental.
| Timor oriental       |  | Brésil          |
| -------------------- |  | --------------- |
| Xavier Henriques (G) |  | Tiago (G)       |
| Januário             |  | Leco            |
| Octavianus           |  | Valdin          |
| Romário              |  | Ari             |
| Martins              |  | Márcio          |
| Remplacements :      |  | Remplacements : |
| Aleixo               |  | Rogério         |
| Fernandes            |  | Dimas           |
|                      |  | Carlinhos Bala  |
|                      |  | Tostão          |
|                      |  | Marinho         |
|                      |  | Wilde           |
|                      |  | Jonas           |
| Sélectionneur :      |  | Sélectionneur : |
| Jaime Vong           |  | PC de Oliveira  |

## Le match
Le match fut joué dans le Macau East Asian Games Dome, à Macao, comme tous les matchs du tournoi, à 19:00 heure locale.
| Jeux de la Lusophonie 2006  | Timor-Leste | 0 – 76 | Brésil                                                                                               | Macau East Asian Games Dome (Macao) |                               |
| 13 octobre 2006 19:00 UTC+8 |             |        | Valdin · Marcio · Dimas · Tostão · Wilde · Ari · Carlinhos Bala · Marinho · Jonas · Leco · ? Romario | Arbitrage : Khairuddin Nazrul       | Arbitrage : Khairuddin Nazrul |
| 13 octobre 2006 19:00 UTC+8 | Rapport     |        | | Arbitrage : Khairuddin Nazrul       | Arbitrage : Khairuddin Nazrul |

Le Brésil voulait battre le Timor oriental par plus de buts que le Portugal à cause du goal average. Le résultat final est de 76-0, soit environ deux buts par minute.

## L'après-match
Le 14 octobre : le Brésil fait match nul contre le Portugal 1–1. C'est le premier but concédé par le Brésil dans le tournoi. Il remporta la médaille d'or grâce à un meilleur goal average. Quant au Timor oriental, il perd une nouvelle fois contre l'Angola 3-24.
Volià comment les deux équipes se sont comportées dans ce tournoi. Le Brésil remporta la médaille d'or, et le Timor oriental termina dernier.
| Position | Équipe         | Pts | J | V | N | D | Bp  | Bc  | Diff |
| -------- | -------------- | --- | - | - | - | - | --- | --- | ---- |
| 1        | Brésil         | 10  | 4 | 3 | 1 | 0 | 111 | 1   | +110 |
| 2        | Portugal       | 10  | 4 | 3 | 1 | 0 | 83  | 2   | +81  |
| 3        | Angola         | 6   | 4 | 2 | 0 | 2 | 27  | 14  | +13  |
| 4        | Macao          | 3   | 4 | 1 | 0 | 3 | 14  | 55  | -41  |
| 5        | Timor oriental | 0   | 4 | 0 | 0 | 4 | 7   | 169 | -162 |

## Commentaires d'après-match
Il n'y a pas eu d'impact médiatique concernant ce match. Cela a eu de l'écho au Brésil, au Portugal et en Espagne. Lors des Jeux de la Lusophonie 2009, le Timor oriental ne disputa pas le tournoi de futsal.
L'attaquant brésilien, Valdin, dit la chose suivante au sujet du score : 

« Nous connaissions la faiblesse de notre adversaire et comme le Portugal a inscrit beaucoup de buts, nous devions faire de même. Le but était de battre le Portugal au goal average, ce qui est arrivé. 
  Traduit du portugais »

Le superviseur du futsal au Brésil, Reinaldo Simoes, dit après ce match : 

« Nous avions besoin de ce match référence pour avoir l'avantage sur le Portugal demain. C'était notre but. Personne n'était inquiet. Tous les joueurs travaillèrent continuellement dans ce but, d'où un score si grand (immense). 
  Traduit du portugais »

Puis le Brésil fit match nul contre le Portugal, 1–1.